# واراپیتیا
واراپیتیا (به لاتین: Warapitiya) یک منطقهٔ مسکونی در سری‌لانکا است که در استان مرکزی (سری‌لانکا) واقع شده‌است.